# Alejandro Daniel Wolff
Alejandro Daniel Wolff (nacido en 1956) es un diplomático estadounidense que se desempeñó como embajador de los Estados Unidos en Chile desde 2010 hasta 2013. Fue representante permanente interino de los Estados Unidos ante las Naciones Unidas entre 2006 y 2007.

## Biografía
Se graduó de la Universidad de California en Los Ángeles (UCLA) en 1978. Se unió al Departamento de Estado de los Estados Unidos como oficial del servicio exterior en 1979. Trabajó en las áreas de planificación de políticas (1981-1982); en la oficina de asuntos de la Unión Soviética (1988-1989); en la oficina del subsecretario de asuntos políticos (1989-1991); como secretario ejecutivo adjunto del departamento (1996-1998); y como asistente ejecutivo de las secretarios de Estado Madeleine Albright y Colin Powell (1998-2001).
Cumplió funciones en las embajadas estadounidenses en Argelia, Marruecos, Chile, Chipre, la misión de los Estados Unidos ante la Unión Europea en Bruselas y Francia. Fue representante permanente adjunto de los Estados Unidos ante las Naciones Unidas entre 2005 y 2010. Mientras desempeñaba ese cargo, fue representante permanente de forma interina, después de la renuncia de John Bolton el 9 de diciembre de 2006 y hasta que Zalmay Khalilzad fue designado como representante permanente. Fue presidente del Consejo de Seguridad de las Naciones Unidas durante los meses de mayo de 2007 y junio de 2008.
Fue embajador de los Estados Unidos en Chile desde septiembre de 2010 hasta agosto de 2013, retirándose luego del servicio diplomático.
Es miembro de la junta asesora del Counter Extremism Project. Posteriormente trabajó en empresas como Versum Materials, PG&E Corporation y Pacific Gas and Electric Company.
Recibió los premios de Honor Distinguidos, Superiores y Meritorios del Departamento de Estado. Está casado, tiene dos hijos y habla francés y español.